# Джарджан (река)
Джарджан (устар. Дярдян; якут. Дьардьаан) — река в Якутии, правый приток Лены.
Река образуется при слиянии рек Сиекотенджа и Малыр-Юряге. Длина реки — 297 км, (вместе с Сиекотенджой — 352 км). Площадь водосборного бассейна — 11 400 км². Берёт своё начало на западном склоне хребта Орулган (Верхоянская горная страна). Общее направление течения с востока на запад. Питание смешанное.
В устьевой части между Леной и Джарджаном расположен одноимённый посёлок — Джарджан, другие населённые пункты на реке отсутствуют.

## Основные притоки
Указаны притоки длиной 50 км и более.

Бассейн Лены

| Название        | Расстояние от устья | Длина | Положение |
| --------------- | ------------------- | ----- | --------- |
| Улахан-Тирехтях | 11                  | 215   | правый    |
| Шапка           | 40                  | 88    | левый     |
| Джанхан         | 183                 | 105   | левый     |
| Ниргилиндже     | 239                 | 86    | левый     |
| Кенде           | 269                 | 91    | левый     |
| Малыр-Юряге     | 297                 | 54    | левый     |
| Сиекотенджа     | 297                 | 55    | правый    |